# Puchar Challenge siatkarek (2009/2010)
Puchar Challenge siatkarek 2009/2010 – 3. sezon turnieju rozgrywanego od 2007 roku, organizowanego przez Europejską Konfederację Piłki Siatkowej (CEV) w ramach europejskich pucharów dla żeńskich klubowych zespołów siatkarskich "starego kontynentu".

## Drużyny uczestniczące
- SK ZU Żylina
- Slávia UK Bratysława
- Doprastav Bratysława
- Iraklis Saloniki
- Olympiakos Pireus
- Panathinaikos Ateny (CEV)
- Dresdner SC
- Rote Raben Vilsbiburg
- Hermes Oostende
- Asterix Kieldrecht
- Hawo Dornbirn
- ASKÖ Linz-Steg
- SVS Post Schwechat (CEV)
- Unic LPS Piatra Neamț
- CS Știința Bacău
- Tent Obrenovac
- Spartak Subotica
- Vital Lublana
- Calcit Kamnik
- Nova KBM Branik Maribor (CEV)
- SK UP Ołomuniec
- VK Královo Pole Brno
- Oriveden Ponnistus Orivesi
- LP Salo
- Apollon Limassol
- Anorthosis Famagusta
- AEL Limassol (CEV)
- Lokomotiw Baku
- Igtisadchi Baku
- Samorodok Chabarowsk
- SES Calais
- Istres Ouest Provence (CEV)
- CV Teneryfa
- Lewski Siconco Sofia
- Galatasaray SK
- CK Ponta Delgada
- Clube Desportivo Ribeirense (CEV)
- CS Madeira (CEV)
- Minczanka Mińsk
- Luka Bar
- Ra'anana VBC
- Mladost Zagrzeb
- ZOK Split 1700 (CEV)
- Volksbank Velika Gorica (CEV)
- Volley Köniz
- Voléro Zurych (CEV)
- VC Kanti Schaffhausen (CEV)
- Tirana VB
- Jedinstvo Brčko
- Siewierodonczanka Siewierodonieck (CEV)
- Sliedrecht Sport (CEV)
- PND VC Weert (CEV)
- Impel Gwardia Wrocław (CEV)

## Rozgrywki

### Runda 1
| Data       | Drużyna 1                  | Wynik | Drużyna 2            | Sety                         |
| ---------- | -------------------------- | ----- | -------------------- | ---------------------------- |
| 17.10.2009 | Volley Köniz               | 3:0   | Tirana VB            | 25:18, 25:18, 25:15          |
| 24.10.2009 | Volley Köniz               | 3:0   | Tirana VB            | 25:14, 25:18, 25:11          |
| 18.10.2009 | Jedinstvo Brčko            | 3:0   | Vital Ljubljana      | 25:18, 25:13, 25:8           |
| 24.10.2009 | Jedinstvo Brčko            | 3:1   | Vital Ljubljana      | 25:7, 20:25, 25:21, 25:21    |
| 17.10.2009 | SK UP Ołomuniec            | 3:0   | SK ZU Żylina         | 25:17, 25:21, 25:15          |
| 18.10.2009 | SK UP Ołomuniec            | 3:0   | SK ZU Żylina         | 25:17, 25:16, 25:17          |
| 17.10.2009 | Dresdner SC                | 3:0   | Luka Bar             | 25:9, 25:17, 25:13           |
| 24.10.2009 | Dresdner SC                | 3:0   | Luka Bar             | 25:18, 25:16, 25:13          |
| 17.10.2009 | Oriveden Ponnistus Orivesi | 3:0   | Lewski Siconco Sofia | 25:22, 25:12, 29:27          |
| 25.10.2009 | Oriveden Ponnistus Orivesi | 0:3   | Lewski Siconco Sofia | 19:25, 23:25, 13:25, (17:15) |
| 17.10.2009 | Apollon Limassol           | 0:3   | Raanana VBC          | 17:25, 19:25, 16:25          |
| 24.10.2009 | Apollon Limassol           | 0:3   | Raanana VBC          | 24:26, 21:25, 13:25          |

### Runda 2
| Data       | Drużyna 1             | Wynik | Drużyna 2                  | Sety                              |
| ---------- | --------------------- | ----- | -------------------------- | --------------------------------- |
| 02.12.2009 | Mladost Zagrzeb       | 1:3   | Rote Raben Vilsbiburg      | 10:25, 28:26, 19:25, 19:25        |
| 09.12.2009 | Mladost Zagrzeb       | 0:3   | Rote Raben Vilsbiburg      | 16:25, 13:25, 21:25               |
| 02.12.2009 | CK Ponta Delgada      | 3:0   | Jedinstvo Brčko            | 25:21, 25:14, 25:20               |
| 09.12.2009 | CK Ponta Delgada      | 0:3   | Jedinstvo Brčko            | 19:25, 14:25, 15:25, (11:15)      |
| 03.12.2009 | Olympiacos Pireus     | 3:0   | Hermes Oostende            | 25:10, 25:17, 25:16               |
| 09.12.2009 | Olympiacos Pireus     | 3:0   | Hermes Oostende            | 25:17, 25:20, 25:19               |
| 02.12.2009 | Unic LPS Piatra Neamț | 3:1   | CV Tenerife                | 25:21, 25:9, 15:25, 25:22         |
| 08.12.2009 | Unic LPS Piatra Neamț | 2:3   | CV Tenerife                | 25:22, 22:25, 21:25, 27:25, 15:11 |
| 02.12.2009 | Tent Obrenovac        | 3:0   | Doprastav Bratysława       | 25:17, 25:19, 25:18               |
| 09.12.2009 | Tent Obrenovac        | 0:3   | Doprastav Bratysława       | 23:25, 28:30, 20:25, (11:15)      |
| 02.12.2009 | Volley Köniz          | 3:1   | SES Calais                 | 25:20, 27:25, 14:25, 26:24        |
| 09.12.2009 | Volley Köniz          | 0:3   | SES Calais                 | 23:25, 15:25, 22:25               |
| 03.12.2009 | Královo Pole Brno     | 3:0   | ASKÖ Linz-Steg             | 25:17, 25:20, 25:11               |
| 08.12.2009 | Královo Pole Brno     | 3:2   | ASKÖ Linz-Steg             | 22:25, 25:19, 25:19, 24:26, 15:8  |
| 02.12.2009 | Știința Bacău         | 1:3   | LP Salo                    | 19:25, 25:22, 23:25, 10:25        |
| 09.12.2009 | Știința Bacău         | 3:2   | LP Salo                    | 21:25, 25:18, 23:25, 25:14, 15:12 |
| 01.12.2009 | Spartak Subotica      | 3:1   | Hawo Dornbirn              | 25:15, 25:18, 19:25, 25:16        |
| 08.12.2009 | Spartak Subotica      | 3:0   | Hawo Dornbirn              | 25:23, 25:23, 25:22               |
| 01.12.2009 | Iraklis Saloniki      | 3:1   | Calcit Kamnik              | 25:15, 20:25, 25:21, 25:12        |
| 09.12.2009 | Iraklis Saloniki      | 3:0   | Calcit Kamnik              | 25:19, 25:20, 25:22               |
| 02.12.2009 | Dresdner SC           | 3:0   | Anorthosis Famagusta       | 25:18, 25:10, 25:14               |
| 08.12.2009 | Dresdner SC           | 3:1   | Anorthosis Famagusta       | 25:14, 26:24, 14:25, 25:16        |
| 02.12.2009 | SK UP Ołomuniec       | 2:3   | Asterix Kieldrecht         | 25:12, 25:21, 16:25, 22:25, 12:15 |
| 10.12.2009 | SK UP Ołomuniec       | 0:3   | Asterix Kieldrecht         | 21:25, 14:25, 15:25               |
| 02.12.2009 | Galatasaray Stambuł   | 3:0   | Igtisadchi Baku            | 25:18, 25:13, 25:17               |
| 10.12.2009 | Galatasaray Stambuł   | 3:0   | Igtisadchi Baku            | 25:14, 25:23, 25:14               |
| 02.12.2009 | Raanana VBC           | 3:2   | Lokomotiv Baku             | 14:25, 25:18, 26:24, 28:30, 15:10 |
| 09.12.2009 | Raanana VBC           | 0:3   | Lokomotiv Baku             | 19:25, 17:25, 12:25               |
| 02.12.2009 | Slávia UK Bratysława  | 1:3   | Samorodok Chabarowsk       | 25:16, 17:25, 16:25, 8:25         |
| 01.12.2009 | Slávia UK Bratysława  | 0:3   | Samorodok Chabarowsk       | 18:25, 22:25, 13:25               |
| 03.12.2009 | Minchanka Mińsk       | 3:0   | Oriveden Ponnistus Orivesi | 28:26, 25:21, 25:20               |
| 10.12.2009 | Minchanka Mińsk       | 3:0   | Oriveden Ponnistus Orivesi | 25:19, 25:19, 25:22               |

### 1/16 finału
Iraklis Saloniki ma wolny los
| Data       | Drużyna 1                         | Wynik | Drużyna 2             | Sety                                |
| ---------- | --------------------------------- | ----- | --------------------- | ----------------------------------- |
| 06.01.2009 | Siewierodonczanka Siewierodonieck | 3:0   | SES Calais            | 25:21, 25:18, 25:15                 |
| 13.01.2009 | Siewierodonczanka Siewierodonieck | 3:0   | SES Calais            | 25:19, 25:23, 25:16                 |
| 06.01.2009 | Voléro Zurych                     | 3:2   | Galatasaray Stambuł   | 25:19, 17:25, 17:25, 25:19, 15:13   |
| 12.01.2009 | Voléro Zurych                     | 1:3   | Galatasaray Stambuł   | 25:17, 24:26, 20:25, 15:25          |
| 06.01.2009 | Sliedrecht Sport                  | 0:3   | Královo Pole Brno     | 11:25, 16:25, 16:25                 |
| 14.01.2009 | Sliedrecht Sport                  | 0:3   | Královo Pole Brno     | 17:25, 20:25, 20:25                 |
| 05.01.2009 | Nova KBM Branik Maribor           | 3:1   | Jedinstvo Brčko       | 23:25, 25:19, 25:15, 25:13          |
| 13.01.2009 | Nova KBM Branik Maribor           | 3:2   | Jedinstvo Brčko       | 25:23, 23:25, 23:25, 25:22, 15:11   |
| 07.01.2009 | Panathinaikos Ateny               | 3:0   | Olympiacos Pireus     | 25:19, 25:23, 25:21                 |
| 14.01.2009 | Panathinaikos Ateny               | 3:1   | Olympiacos Pireus     | 27:25, 18:25, 25:19, 25:19          |
| 05.01.2009 | ZOK Split 1700                    | 0:3   | Rote Raben Vilsbiburg | 17:25, 11:25, 11:25                 |
| 12.01.2009 | ZOK Split 1700                    | 0:3   | Rote Raben Vilsbiburg | 17:25, 11:25, 11:25                 |
| 07.01.2009 | Volksbank Velika Gorica           | 1:3   | Asterix Kieldrecht    | 16:25, 25:23, 15:25, 13:25          |
| 14.01.2009 | Volksbank Velika Gorica           | 0:3   | Asterix Kieldrecht    | walkower                            |
| 06.01.2009 | SVS Post Schwechat                | 2:3   | Dresdner SC           | 21:25, 23:25, 25:15, 25:21, 8:15    |
| 13.01.2009 | SVS Post Schwechat                | 0:3   | Dresdner SC           | 22:25, 13:25, 18:25                 |
| 06.01.2009 | Clube Desportivo Ribeirense       | 0:3   | Samorodok Chabarowsk  | 13:25, 21:25, 10:25                 |
| 14.01.2009 | Clube Desportivo Ribeirense       | 1:3   | Samorodok Chabarowsk  | 19:25, 22:25, 25:22, 16:25          |
| 06.01.2009 | PND VC Weert                      | 3:1   | Spartak Subotica      | 25:11, 21:25, 25:16, 25:19          |
| 13.01.2009 | PND VC Weert                      | 1:3   | Spartak Subotica      | 25:17, 13:25, 15:25, 17:25, (12:15) |
| 06.01.2009 | Istres Ouest Provence             | 3:0   | Doprastav Bratysława  | 25:16, 25:20, 25:18                 |
| 14.01.2009 | Istres Ouest Provence             | 1:3   | Doprastav Bratysława  | 29:27, 16:25, 21:25, 23:25          |
| 06.01.2009 | Kanti Schaffhausen                | 3:1   | Unic LPS Piatra Neamț | 22:25, 25:21, 25:12, 25:23          |
| 14.01.2009 | Kanti Schaffhausen                | 2:3   | Unic LPS Piatra Neamț | 30:28, 20:25, 25:17, 24:26, 9:15    |
| 05.01.2009 | Impel Gwardia Wrocław             | 3:1   | Lokomotiv Baku        | 25:14, 21:25, 25:23, 25:9           |
| 12.01.2009 | Impel Gwardia Wrocław             | 2:3   | Lokomotiv Baku        | 27:25, 22:25, 25:22, 2:25, 11:15    |
| 06.01.2009 | AEL Limassol                      | 1:3   | Minchanka Mińsk       | 14:25, 21:25, 25:20, 11:25          |
| 14.01.2009 | AEL Limassol                      | 0:3   | Minchanka Mińsk       | 15:25, 20:25, 21:25                 |
| 06.01.2009 | CS Madeira                        | 0:3   | LP Salo               | 16:25, 12:25, 20:25                 |
| 13.01.2009 | CS Madeira                        | 0:3   | LP Salo               | 14:25, 13:25, 22:25                 |

### 1/8 finału
| Data       | Drużyna 1               | Wynik | Drużyna 2                         | Sety                                 |
| ---------- | ----------------------- | ----- | --------------------------------- | ------------------------------------ |
| 27.01.2010 | Iraklis Saloniki        | 0:3   | Siewierodonczanka Siewierodonieck | 15:25, 21:25, 22:25                  |
| 02.02.2010 | Iraklis Saloniki        | 0:3   | Siewierodonczanka Siewierodonieck | 23:25, 19:25, 11:25                  |
| 27.01.2010 | Galatasaray Stambuł     | 3:0   | Královo Pole Brno                 | 25:21, 25:15, 25:20                  |
| 04.02.2010 | Galatasaray Stambuł     | 3:0   | Královo Pole Brno                 | 25:20, 25:18, 25:22                  |
| 27.01.2010 | Nova KBM Branik Maribor | 1:3   | Panathinaikos Ateny               | 23:25, 25:20, 23:25, 16:25           |
| 03.02.2010 | Nova KBM Branik Maribor | 0:3   | Panathinaikos Ateny               | 21:25, 19:25, 27:29                  |
| 27.01.2010 | Rote Raben Vilsbiburg   | 3:1   | Asterix Kieldrecht                | 27:25, 25:9, 19:25, 25:22            |
| 04.02.2010 | Rote Raben Vilsbiburg   | 1:3   | Asterix Kieldrecht                | 18:25, 25:20, 18:25, 29:31, (10:15)  |
| 27.01.2010 | Dresdner SC             | 3:0   | Samorodok Chabarowsk              | 25:20, 28:26, 25:16                  |
| 04.02.2010 | Dresdner SC             | 3:0   | Samorodok Chabarowsk              | 25:22, 26:24, 25:22                  |
| 27.01.2010 | Spartak Subotica        | 3:1   | Istres Ouest Provence             | 25:19, 25:17, 23:25, 25:17           |
| 02.02.2010 | Spartak Subotica        | 1:3   | Istres Ouest Provence             | 25:22, 22:25, 23:25, 18:251, (12:15) |
| 26.01.2010 | Kanti Schaffhausen      | 1:3   | Impel Gwardia Wrocław             | 19:25, 25:22, 25:27, 17:25           |
| 03.02.2010 | Kanti Schaffhausen      | 0:3   | Impel Gwardia Wrocław             | 14:25, 21:25, 20:25                  |
| 27.01.2010 | Minchanka Mińsk         | 3:0   | LP Salo                           | 25:20, 25:23, 26:24                  |
| 03.02.2010 | Minchanka Mińsk         | 2:3   | LP Salo                           | 25:16, 25:22, 21:25, 29:31, 11:15\|} |

### 1/4 finału
| Data       | Drużyna 1                         | Wynik | Drużyna 2             | Sety                              |
| ---------- | --------------------------------- | ----- | --------------------- | --------------------------------- |
| 17.02.2010 | Siewierodonczanka Siewierodonieck | 0:3   | Galatasaray Stambuł   | 27:29, 22:25, 20:25               |
| 24.02.2010 | Siewierodonczanka Siewierodonieck | 0:3   | Galatasaray Stambuł   | 16:25, 30:32, 23:25               |
| 17.02.2010 | Panathinaikos Ateny               | 3:2   | Asterix Kieldrecht    | 14:25, 26:24, 25:15, 13:25, 15:11 |
| 24.02.2010 | Panathinaikos Ateny               | 0:3   | Asterix Kieldrecht    | 20:25, 15:25, 18:25               |
| 17.02.2010 | Dresdner SC                       | 3:0   | Istres Ouest Provence | 26:24, 25:10, 25:22               |
| 24.02.2010 | Dresdner SC                       | 3:1   | Istres Ouest Provence | 25:21, 26:28, 25:22, 25:14        |
| 16.02.2010 | Impel Gwardia Wrocław             | 2:3   | Minchanka Mińsk       | 14:25, 25:20, 22:25, 26:24, 7:15  |
| 23.02.2010 | Impel Gwardia Wrocław             | 3:1   | Minchanka Mińsk       | 25:19, 23:25, 25:20, 26:24        |

### Turniej finałowy
Drezno

#### Półfinał
| Data       | Drużyna 1          | Wynik | Drużyna 2             | Sety                             |
| ---------- | ------------------ | ----- | --------------------- | -------------------------------- |
| 20.03.2010 | Asterix Kieldrecht | 3:2   | Galatasaray Stambuł   | 25:16, 20:25, 25:19, 21:25, 15:8 |
| 20.03.2010 | Dresdner SC        | 3:0   | Impel Gwardia Wrocław | 25:15, 25:16, 25:12              |

#### Mecz o 3. miejsce
| Data       | Drużyna 1           | Wynik | Drużyna 2             | Sety                |
| ---------- | ------------------- | ----- | --------------------- | ------------------- |
| 21.03.2010 | Galatasaray Stambuł | 3:0   | Impel Gwardia Wrocław | 25:17, 26:24, 25:13 |

#### Finał
| Data       | Drużyna 1   | Wynik | Drużyna 2          | Sety                       |
| ---------- | ----------- | ----- | ------------------ | -------------------------- |
| 21.03.2010 | Dresdner SC | 3:1   | Asterix Kieldrecht | 26:24, 25:16, 15:25, 25:16 |

## Klasyfikacja końcowa
| Miejsce | Drużyna               |
| ------- | --------------------- |
| złoto   | Dresdner SC           |
| srebro  | Asterix Kieldrecht    |
| brąz    | Galatasaray SK        |
| 4.      | Impel Gwardia Wrocław |